# チャンドラ (ノートパソコン)
チャンドラは、ライオス・システムが開発した小型ノートパソコンのひとつ。複数のメーカーから発売された。後継機チャンドラ2の記事も参照のこと。

## 特徴
- IBMとリコーの合弁会社であるライオス・システムで開発されたが、IBMではThinkPad 535との競合になるため発売は見送られた。
- 1997年、日本オフィスシステムが通信販売かつ数量限定で発売したところたちまち完売[1]、フロンティア神代、エプソンダイレクト、日立などからも発売されるようになった。
- 小型機でありながら、多種のインタフェースを備え拡張性が高い。
- 珍しい特徴として、内蔵バッテリーパックに家庭用ビデオカメラ用のものを流用した設計のため、単体の充電器を活用し複数本の予備バッテリーを持ち歩く、緊急時には家電店等で家庭用ビデオカメラ用のバッテリーを購入して使う、といった運用ができた。
- 性能的に見劣りするようになった後も、その機能性から人気が継続し、インターネットオークション・秋葉原などの中古市場で数年ほど安定して取引されていた。

## 仕様
- サイズ 235.2(W)×173.2(D)×32.7(H) mm、重量 1.24kg。
- CPUはPentiumを採用。CPU速度はNP-10N型の100MHzからNP-30モデルのMMX Pentium 133MHzまである。
- 標準搭載メモリが8MBである。メモリ増設は136MBまで可能であるが、初期型のBIOSは64MBまでしか対応していないので、それに該当するユーザーはリコーのサイトで最新BIOSを入手する必要がある。
- B5サイズ1スピンドル、8.4インチ液晶画面のリアルモバイルノートパソコンである。フロッピーディスクドライブ（付属品）はFDDポート接続による外付けとなり、外付けCD-ROMドライブはオプションである。
- HDDは8.45mm厚の東芝製を搭載している。NP-10モデルでは540MBだったがモデル変更ごとに容量が拡大され、MMX Pentium搭載のNP-30モデルは1GBのものや、エプソンダイレクトからは2GB搭載のものも発売された。なおユーザーの自己責任ではあるが9.5mm厚のHDDを搭載することも可能である。
- シリアルポート、パラレルポート、外部ディスプレイ端子、マイク入力、ヘッドホン／スピーカー出力、マウス／キーボード共用ポート、USBポート、赤外線ポート、3つのPCカードスロットと、豊富なインタフェースを備える。
- 当時としては珍しい日本語BIOSで一部は起動中にも設定変更が可能。